# Nombre 290
El nombre 290 (CCXC) és el nombre natural que segueix el nombre 289 i precedeix el nombre 291.
La seva representació binària és 100100010, la representació octal 442 i l'hexadecimal 122.
La seva factorització en nombres primers és 2 × 5 × 29 = 290.

## Nombres del 291 al 299
| Nombre | Nombre romà | Sistema binari | Sistema hexadecimal | Més informació que destaca del nombre |
| 291    | CCXCI       | 100100011      | 123                 |                                       |
| 292    | CCXCII      | 100100100      | 124                 | En el sistema octal 292 és 444.       |
| 293    | CCXCIII     | 100100101      | 125                 |                                       |
| 294    | CCXCIV      | 100100110      | 126                 |                                       |
| 295    | CCXCV       | 100100111      | 127                 |                                       |
| 296    | CCXCVI      | 100101000      | 128                 |                                       |
| 297    | CCXCVII     | 100101001      | 129                 | 3³ × 11 = 297                         |
| 298    | CCXCVIII    | 100101010      | 12A                 |                                       |
| 299    | CCXCIX      | 10010111       | 12B                 |                                       |